# Catedral de San Esteban (Phoenix)
La Catedral de San Esteban o alternativamente Catedral católica bizantina de Phoenix (en inglés: St. Stephen Cathedral) es una catedral católica de rito bizantina (ruteno), ubicada en Phoenix, Arizona, Estados Unidos. Es la catedral de la eparquía de Santa María del Patrocinio en Phoenix.
Los católicos de rito bizantino se trasladaron al oeste de los Estados Unidos desde el este y en Phoenix comenzaron a proponer para una iglesia propia ya en 1956. Diez años más tarde solicitaron formalmente una parroquia al obispo Nicolás Elko de Pittsburgh. El permiso fue concedido para adquirir la propiedad de la antigua Santo Tomás Apóstol de la Iglesia ortodoxa de Antioquía en el año 1968. La primera Liturgia Divina se celebró el Domingo de Pascua.  La iglesia fue dedicada por el obispo Stephen Kocisko bajo el patrocinio de San Esteban, el protomártir, el 28 de junio de 1968. El Rev. Paul Bovankovich fue nombrado primer pastor de la parroquia. Una rectoría y el salón parroquial se construyeron en 1974, y se añadió un columbario en 1991.

## Véase también

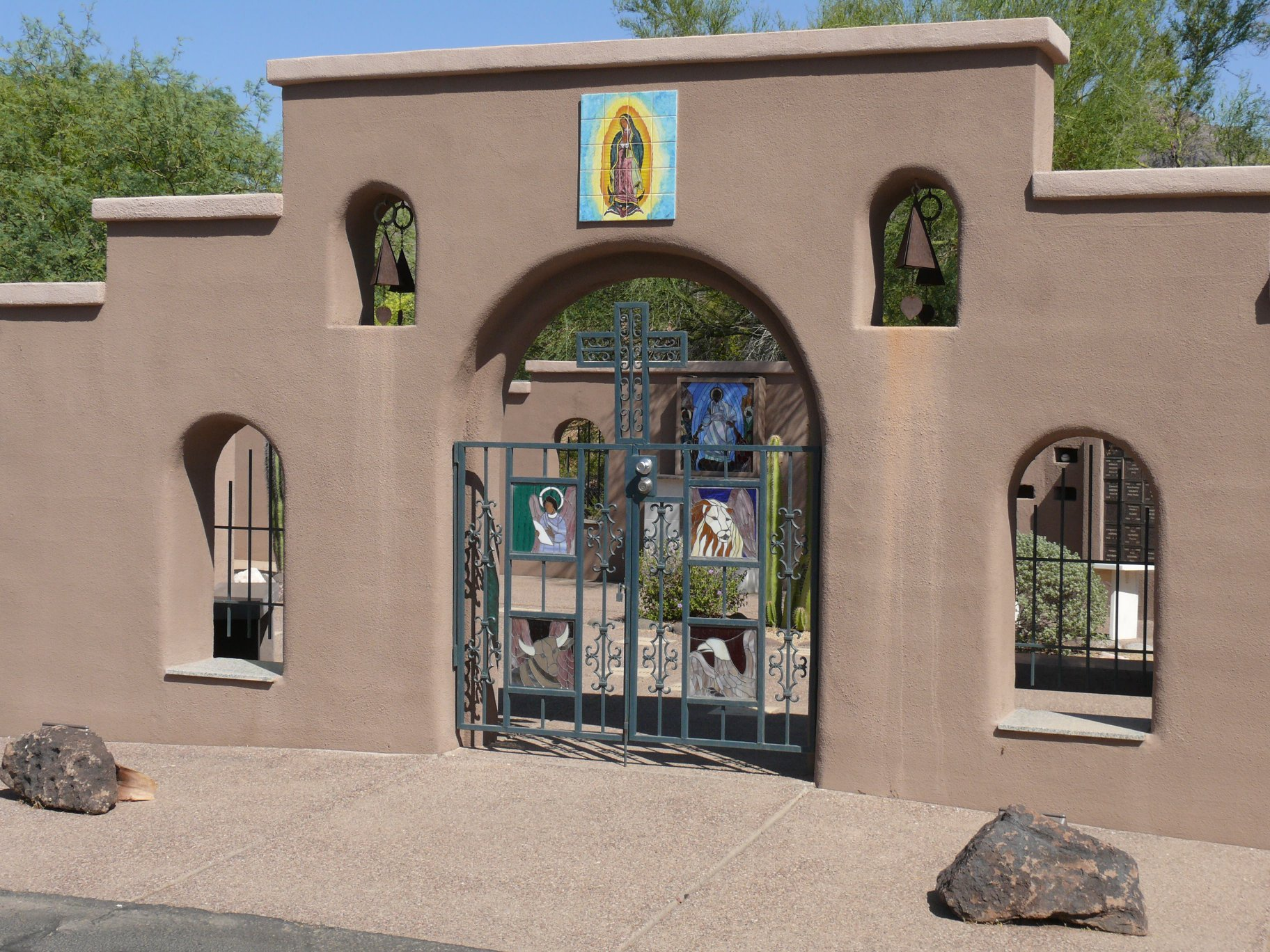
Vista de la parte exterior